# Corticium cremeoalbidum
Corticium cremeoalbidum är en svampart som först beskrevs av M.J. Larsen & Nakasone, och fick sitt nu gällande namn av M.J. Larsen 1990. Corticium cremeoalbidum ingår i släktet Corticium och familjen Corticiaceae.   Inga underarter finns listade i Catalogue of Life.